# Jorge Gonçalves (futebolista)
Jorge Miguel Dias Gonçalves (Pedroso, 31 de Outubro de 1983) é um futebolista português, que joga habitualmente a avançado.
No início da época 2008/2009 assinou pelo Racing de Santander, do Campeonato Espanhol de Futebol. Não se conseguiu impor no plantel principal da equipa espanhola, e foi cedido a título de empréstimo ao Vitória de Guimarães no início da época 2009/10.